# Вулиця Промислова (Черкаси)
Ву́лиця Промисло́ва — вулиця в Черкасах.

## Розташування
Починається від вулиці Сурікова, простягається на північний захід, через 460 м під прямим кутом повертає праворуч і простягнувшись ще 420 закінчується тупиком.

## Опис
Вулиця неширока, повністю асфальтована.

## Походження назви
Вулиця була названа так через розташування на ній лише промислових підприємств.

## Будівлі
По вулиці розташовані лише промислові підприємства. Після повороту зліва до вулиці виходить пустир.